# 山本光伸
山本 光伸（やまもと みつのぶ、1941年（昭和16年）12月 - ）は、日本の翻訳家。北海道当別町在住。別筆名に三木学。
インターカレッジ札幌顧問、（株）柏艪舎代表取締役、文芸翻訳検定協会代表理事。筆名・三木学。

## 略歴
東京都武蔵野市出身。父親は海軍軍人だった。中学1年のときから剣道を始める。
国際基督教大学教養学部歴史学科卒業。大学には剣道部がなかったため、空手部に所属した。河出書房に入社するが、半年後会社が倒産、以後文芸翻訳の道に入る。『ゴッドファーザー』、『トップガン』のノベライズをはじめハードボイルド小説の翻訳が多い。30代からの20年間ほどは鎌倉市で剣道道場を経営して生計を立てた。
三島由紀夫の「楯の会」への入会を9歳年下の従弟で当時神奈川大学生だったT（田村司）に勧め、楯の会一周年記念パレードに招待されて参加し、会員たちとも親交を持っていた。三島事件の直後には会員数名と一緒に警察で事情聴取された。
趣味のツーリングで訪れた北海道に憧れを抱き、53歳のときに移住。1996年、札幌市にて本格的な文芸翻訳者養成校インターカレッジ札幌を設立。
2001年には同じく札幌市に総合出版社の株式会社柏艪舎を設立。

## 著書
- 『太宰ノオト』（三木学名義、柏艪舎） 2009年6月
- 『誤訳も芸のうち』（柏艪舎） 2013年2月
- 『R・チャンドラーの「長いお別れ」をいかに楽しむか』（柏艪舎） 2013年12月
- 『私の中の三島由紀夫』（柏艪舎） 2017年3月

## 主な翻訳
- 『ラグナ・ヒート』（Laguna Heat、T・J・パーカー、サンケイ出版） 1986年11月、のち文庫（扶桑社ミステリー）
- 『マネー・パニック '89 - 近未来経済情報小説』（The Panic of '89、ポール・アードマン、サンケイ出版） 1987年6月
- 『英国人の娘』（The Englishman's Daughter、ピーター・エヴァンス、文春文庫） 1987年8月
- 『カジノ、砂漠の巨大ビジネス』（The Palace、ポール・アードマン、新潮社） 1988年11月
- 『シップキラー』上・下（The Shipkiller、ジャスティン・スコット、角川書店） 1989年1月
- 『闇の豹』（The Leopard Hunts in Darkness、ウィルバー・スミス、早川書房） 1989年12月
- 『不滅の愛』上・下（The Great and Secret Show、クライヴ・バーカー、角川書店） 1995年4月
- 『狂信者』上・下（The Scorpio Illusion、ロバート・ラドラム、新潮社） 1995年6月
- 『狂気の果て』（Body of Truth、デイヴィッド・L・リンジー、新潮社） 1995年8月
- 『米中戦争』（Dragon Strike、H・ホークスリー、S・ホルバートン、二見書房、二見文庫ザ・ミステリ・コレクション） 1998年6月
- 『アンダーボス - 血の告白 マフィア「沈黙の掟」に背いた男』（Underboss: Sammy the Bull Gravano's Story of Life in the Mafia、ピーター・マース、光文社） 1998年10月
- 『バイオハザード』（Biohazard、ケン・アリベック、二見書房） 1999年6月
- 『墜落!の瞬間 ボイスレコーダーが語る真実』（The Black Box、マルコム・マクファーソン、青山出版社） 1999年6月
- 『メアリー最期の八日間』（Mary, Mary、ジュリー・パーソンズ、扶桑社ミステリーズ） 1999年1月
- 『デューティ』（Duty: A Father, His Son, And The Man Who Won The War、ボブ・グリーン、光文社） 2001年7月
- 『エンデュアンランス号漂流』（Endurance: Shackleton's Incredible Voyage、アルフレッド・ランシング、新潮社） 2001年7月
- 『単独密偵』上・下（The Prometheus Deception、ロバート・ラドラム、新潮社） 2001年8月
- 『青い地図 キャプテン・クックを追いかけて』上・下（Blue Latitudes、トニー・ホルヴィッツ、バジリコ） 2003年12月
- 『子猫探偵ニックとノラ』（The Cat has Nine Mysterious Tales、ジャン・グレープ、光文社、『ジャーロ』傑作短編アンソロジー） 2004年12月
- 『メービウスの環』上・下（The Janson Directive、ロバート・ラドラム、新潮社） 2005年1月
- 『「塩」の世界史』（Salt: a World History、マーク・カーランスキー、扶桑社） 2005年12月
- 『イングリッシュ・アサシン』（The English Assassin、ダニエル・シルヴァ、論創社） 2006年1月
- 『叛逆のとき』（Treason's Time、フランク・マカダムス、柏艪舎） 2007年6月
- 『「聖なる力」に満ちあふれた人生』（ディーパック・チョプラ、大和出版） 2009年3月